# Алберто Ундиано Майенко
Алберто Ундиано Майенко (на испански: Alberto Undiano Mallenco) е испански футболен съдия, който живее в Ансоайн. През 2004 г. е одобрен от ФИФА за международен футболен съдия. Ундиано също е частен Социолог.

## Кариера
Той е избран да свири като съдия в Младежкото световно първенство по футбол до 20 г. на 1 юли 2007 г., което се провежда в Канада и Чили. Също така той свири и на финала между Аржентина и Чехия на 23 юли 2007 г. Ундиано е съдия на Световното първенство по футбол 2010.

### Световно първенство по футбол 2010

#### Германия срещу Сърбия
В груповата фаза Сърбия победи Германия с 1 – 0. Реферът даде втори жълт картон на немския играч Мирослав Клозе в 36-а минута и така той получи червен картон. В 59-а минута стража на Манчестър Юнайтед Неманя Видич получи жълт картон след игра с рака в наказателното поле, което доведе до дузпа за Германия. Ундиано е връчил жълт картон на Мирослав Клозе (два жълти картон), Бранислав Иванович, Александар Коларов, Сами Кедира, Филип Лам, Невен Суботич, Бастиан Швайнщайгер и Неманя Видич – общо 9 жълти картона е раздал испанския рефер.

## Награди
- Награди на Дон Балон (Най-добрите испански рефери): 2005 и 2007